# 藤原敦光
藤原 敦光（ふじわら の あつみつ）は、平安時代後期の貴族・文人・儒学者。藤原式家、右京大夫・藤原明衡の子。官位は正四位下・式部大輔。

## 経歴
4歳で父・明衡に死別し、兄・敦基の養子として育つ。嘉保元年（1094年）に官吏登用の対策に及第して、承徳2年（1098年）に式部丞に任命される。大内記・文章博士・大学頭を経て、保安3年（1122年）に式部大輔となる。保延元年（1135年）に発表された天変地異・飢饉・盗賊に関する「勘申」を始めとして、漢文を書く能力によって認められ、堀河天皇・鳥羽天皇・崇徳天皇の三代に侍読として仕え、彼の手になる詔勅は多い。しかし儒官の功労による参議任官は叶わなかった。天養元年（1144年）4月に病のため出家し、その年の10月28日に没した。享年82。

## 作品・著作
- 「柿本朝臣人麿画讃」「白山上人縁起」含め51編の漢文…『本朝続文粹』所収
- 『朝野群載』『表白集』所収の80編余の漢文
- 『本朝無題詩』所収の漢詩60編余
- 『金葉和歌集』所収の和歌2首
- 『続本朝秀句』『本朝帝紀』の著作があったが散逸。

| 『古今著聞集』哀傷より |                           |
| 往事渺茫共誰語         | 往事渺茫 誰と共に語らん   |
| 閑庭唯有不言花         | 閑庭 唯だ言わざるの花有り |

## 系譜
- 父：藤原明衡
- 母：平実重の娘
- 妻：源親長の娘
  - 男子：藤原有光（1099年 - 1177年）
- 妻：大中臣輔清の娘
  - 男子：藤原長光（1101年 - 1187年以降）
  - 男子：藤原成光（1111年 - 1180年）
  - 男子：藤原邦光
- 生母不詳の子女
  - 男子：淳仁
  - 男子：喜覚
  - 男子：光縁
  - 男子：明覚
  - 男子：顕豪
  - 男子：光猷
  - 男子：頼円
  - 女子：不詳 - 号姫子
  - 女子：